# SN 2009km
SN 2009km – supernowa typu Ia odkryta 23 października 2009 roku w galaktyce A030259-1449. W momencie odkrycia miała maksymalną jasność 16,50m.